# 装幀
装幀（そうてい、装丁）とは、一般的には本を綴じて表紙などをつける作業を指す。
広義には、カバー、表紙、見返し、扉、帯、外箱のある本は箱のデザイン、材料の選択を含めた、造本の一連の工程またはその意匠を意味する。

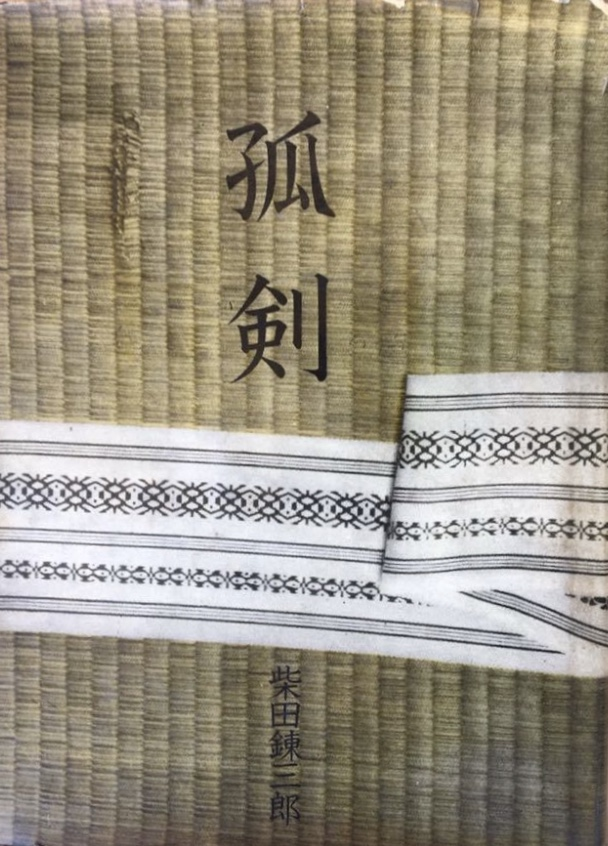
和風装幀の一例（1962年出版）

また、装幀を担当する専門家のことを装幀家、装丁家と呼ぶ。本文のデザインなどを含めた図書設計を行う専門家のことを、「図書設計家」と括る場合もある。

## 漢字表記について
「そうてい」「装幀」は、正しくは装（よそお）い訂（さだ）める意味の「装訂」である。書画の表具を意味する「幀」（読み：トウ）が好まれ、装訂の略用表記「装丁」とともに定着している。「装釘」は職人の間での同音による誤用である。
日本において、明治までは、造本作業は単に「製本」と呼ばれた。明治末年頃からの出版文化の発展とともに、装い釘（てい）じるという意味の「装釘」が使われ始めた。「装釘」は「装い釘うつ」を意味する熟語として、中国古代より存在した。1920年代後半からは、釘との連想を避けて「装幀」と表記することが多くなった。1946年（昭和21年）に発表された当用漢字表には幀・釘ともに入っていなかったため、1956年（昭和31年）の国語審議会報告「同音の漢字による書きかえ」では、装幀・装釘には「装丁」が置き換えられることとされたが、装幀や装釘も一般に用いられている。

## “そうてい”逸話
大正から昭和初期に、民族学、民俗学や考古学の名著を多数世に送り出した岡書院店主の岡茂雄は、壊れない本造りにこだわり、「装釘」の表記を好んで用いた。ついには「装釘同好会」の創設に参加。機関誌『書物と装釘』（1930年刊）が刊行された。岡はでき上がった本を床に叩きつけ、堅牢に仕上がっているかを試したという。
岩波書店の創業者の岩波茂雄も、社長室で、でき上がったばかりの本を床に叩きつけ、試したという話が伝わっている。

## 装幀とブックデザイン
「装幀」と「ブックデザイン」という言葉は、同じ意味で使われることも、そうでない場合もある。
たとえば、書籍そのもので、
- ブックデザイン
- カバーデザイン
- カバーイラストレーション（カバー絵、装画）

と分けて表記されている場合もある。このような場合には、「ブックデザイン」はカバーを除いた部分、すなわち、書籍本体のデザインのみを意味する。
ブック・デザイナーの桂川潤によれば、
とのことである。
「13歳のハローワーク公式サイト」には、以下のような記述がある。
ブックデザインを中心に活躍するグラフィックデザイナーの鈴木一誌は、以下のように、装丁よりもブックデザインを広いものと考えている。

## 1冊単位での「ルリユール」
多数印刷される本のブックデザインとは別に、ヨーロッパでは簡易製本で購入した本を、自分好みに職人に装幀してもらう「ルリユール」（reliure、「製本」を意味するフランス語）という伝統がある。頑丈に装幀されることが多いため、中世ヨーロッパの書籍が後世へ残ることに貢献した面があるほか、その技術は古書の修復にも用いられる。現代ヨーロッパにも工房があり、日本にも10人程度の職人がいるほか、一般の読書家向けに技術を教える講座が開かれている。

## 主要な装幀家
グラフィックデザイナーなどと兼業している場合が多い。

### 世界
- ヤン・チヒョルト

### 日本
- 有山達也
- 安西水丸
- アルビレオ
- いしかわこうじ
- 岩郷重力 - 『配達あかずきん』（大崎梢）、『叫びと祈り』（梓崎優）、『ヴェサリウスの柩』（麻見和史）など
- 宇野亜喜良
- 大島依提亜
- 大橋歩
- 緒方修一
- 大久保明子
- 奥村靫正
- 葛西薫
- 川谷康久
- 菊地信義 - 『呉越春秋 湖底の城』（宮城谷昌光）など
- 北園克衛
- 清原悦志
- クラフト・エヴィング商會
- 蔵前仁一
- 古賀鈴鳴
- 高麗隆彦
- 小村雪岱
- 近藤一弥
- 佐々木暁
- 佐々木俊
- 坂野公一
- 佐藤亜沙美
- 佐野繁次郎
- 新潮社装幀室
- 白井敬尚
- 杉浦康平
- 鈴木成一 - 『スカイ・クロラ』『女王の百年密室』（森博嗣）など
- 鈴木久美
- 鈴木千佳子
- 祖父江慎
- 辰巳四郎 - 『十角館の殺人』（綾辻行人）、『姑獲鳥の夏』（京極夏彦）、『すべてがFになる』（森博嗣）など
- 田村義也
- 田中義久
- 唐仁原紀久
- 塚本やすし
- 戸田ツトム
- 栃折久美子
- 中垣信夫
- 永田千秋（詠田千秋）
- 名久井直子 - 『夢みごこち』（フジモトマサル）、『私の家では何も起こらない』（恩田陸）、『おはなしして子ちゃん』（藤野可織）、『京都怪談 おじゃみ』（神狛しず）など
- 仁木順平
- next door design
- 橋口五葉
- 原弘
- 羽良多平吉
- 早川書房デザイン室
- 平野甲賀
- 文藝春秋デザイン部
- ペドロ山下
- 松昭教 『陽気なギャングが地球を回す』（伊坂幸太郎) など
- 森敬太（合同会社飛ぶ教室）
- 水戸部功
- 南伸坊
- 矢萩喜從郎
- 山田和寛
- 山藤章二
- 吉岡実
- 吉岡秀典
- 寄藤文平
- 和田誠